# Mario Benedetti
Mario Orlando Hamlet Hardy Brenno Benedetti-Farugia, noto come Mario Benedetti (Paso de los Toros, 14 settembre 1920 – Montevideo, 17 maggio 2009), è stato un poeta, saggista, scrittore e drammaturgo uruguaiano.

## Biografia
Figlio di Brenno Benedetti e Matilde Farugia, immigrati italiani, fino a due anni di età abitò con la famiglia a Paso de los Toros; successivamente, per ragioni di lavoro, la famiglia si trasferì dapprima a Tacuarembó, dove fu vittima di una truffa, e quindi a Montevideo; Mario Benedetti aveva quattro anni d'età.
Nel 1928 iniziò l'istruzione primaria nel Collegio Tedesco di Montevideo, dove completò il corso di studi nel 1933. Iniziò quindi a frequentare il liceo Mirandaper. Nel 1935 portò avanti i suoi studi secondari in maniera incompleta, terminandoli poi da privatista a causa dei problemi economici della sua famiglia. All'età di quattordici anni cominciò a lavorare nell'impresa di Will L. Smith, che realizzava ricambi per automobili. Tra il 1938 e il 1941 risiedette quasi continuamente a Buenos Aires, Argentina.
Nel 1945 entrò a far parte della redazione del settimanale Marcha, dove rimase fino al 1974, anno nel quale il giornale fu chiuso dal governo di Juan María Bordaberry. Nel 1954 venne nominato direttore letterario del periodico. Il 23 marzo 1946 si sposò con Luz López Alegre, il suo grande amore e compagna di vita. Nel 1948 diresse la rivista letteraria Marginalia e pubblicò il volume di saggi Peripezia e Romanzo (Peripecia y novela).
Nel 1949 divenne membro del consiglio di redazione del Número, una delle riviste letterarie più importanti dell'epoca. Partecipò attivamente al movimento contro il trattato militare con gli Stati Uniti d'America. Fu questa la sua prima azione come militante politico. Nello stesso anno ottenne il Premio del Ministero della Istruzione Pubblica per la sua prima raccolta di racconti, Questa Mattina (Esta mañana), che lo mostrano degno discepolo del suo conterraneo Juan Carlos Onetti. Del Premio del Ministero, fu il vincitore in diverse occasioni fino al 1958, in seguito lo rifiutò ripetutamente per controversie sul regolamento.
Nel 1964 lavorò come critico teatrale e condirettore della pagina letteraria settimanale Al servizio delle lettere del quotidiano La mañana. Collaborò come umorista nella rivista Peloduro. Scrisse inoltre critiche cinematografiche su La tribuna popular.
Un'esperienza di viaggio negli Stati Uniti nel 1959, e la rivoluzione cubana poi, segneranno la sua produzione negli anni '60, e la sua preoccupazione per le sorti collettive, che lo porteranno ad un progressivo impegno personale.
Si recò a Cuba per partecipare come giurato del concorso Casa de las Américas. Fu presente all'incontro con Rubén Darío. Andò in Messico per partecipare al II Congresso Latinoamericano degli Scrittori; partecipò inoltre al Congresso Culturale delll'Avana con la relazione Sulla relazione tra l'uomo d'azione e l'intellettuale e diventò membro del consiglio di direzione della Casa delle Americhe.
Nel 1968 fondò e diresse il Centro di Investigazione letteraria della Casa delle Americhe. Insieme ai membri del Movimento di Liberazione Nazionale – Tupamaros fondò, nel 1971, il Movimento delle Indipendenze 26 marzo, un raggruppamento che contribuì alla formazione della coalizione delle sinistre Fronte Ampio. Benedetti fu dirigente del movimento. 
Fu nominato direttore del Dipartimento di Letteratura Ispanoamericana nella Facoltà Studi umanistici e Scienze dell'Università della Repubblica. Pubblicò "Cronaca del '71" (Crónica del 71), composto per lo più da una raccolta di editoriali politici pubblicati nel settimanale Marcha, una poesia inedita e tre discorsi letti durante la campagna del Fronte Ampio. Pubblicò anche "I poemi comunicanti" (Los poemas comunicantes), con interviste a vari poeti latinoamericani.
Nel 1973, dopo il colpo di Stato militare dovette abbandonare l'Uruguay a causa del suo attivo appoggio ai movimenti marxisti; lasciò il suo incarico all'Università e partì per l'esilio a Buenos Aires. Viaggiò per l'Argentina, il Perù, la Spagna. Furono dieci lunghi anni che lo videro lontano dalla sua patria e da sua moglie, la quale dovette rimanere in Uruguay per accudire la madre e la suocera.
La versione cinematografica del suo romanzo La tregua, diretta da Sergio Renán (La tregua), venne candidato come miglior film straniero, nel 1974, alla quarantasettesima edizione degli Oscar. Nel 1976 tornò a Cuba, questa volta come esiliato, e fece nuovamente parte del consiglio di direzione della Casa delle Americhe. Nel 1980 si trasferì a Palma de Maiorca. Due anni più tardi iniziò una collaborazione settimanale sulle pagine delle opinioni del quotidiano El País. Nello stesso anno il Consiglio di Stato di Cuba gli concesse onorificenza Orden Félix Varela. Nel 1983 si trasferì a Madrid.
Tornò in Uruguay nel marzo del 1983, iniziando il periodo che definì desexilio, tema di molte sue opere. Fu nominato Membro del Consiglio Editori della nuova rivista Brecha, prosecuzione del progetto della rivista Marcha interrotto nel 1974. Nel 1986 ricevette il premio bulgaro Hristo Botev, per la sua opera di poeta e saggista. Nel 1987 fu premiato a Bruxelles con il premio Fiamma d'oro di Amnesty International per il romanzo Primavera con un angolo rotto. Nel 1989 fu decorato con la medaglia Haydée Santamaría dal Consiglio di Stato di Cuba. Nel 1997 fu insignito del titolo di Dottore Honoris causa dall'Università di Alicante. Il 31 maggio del 1999 ricevette il Premio Reina Sofía di Poesia Iberoamericana. Il 29 marzo del 2001 la fondazione José Martí gli attribuì il Premio Iberoamericano José Martí. Il 19 novembre del 2002 fu nominato cittadino onorario di Montevideo. Nel 2004 gli venne assegnato il Premio Etnosur.
Nel 2002 a Roma con il patrocinio dell Ambasciata dell'Uruguay in Italia venne presentato presso l'IILA (Istituto Italo Latino Americano) il documentario su e con Mario Benedetti di Alessandra Mosca Amapola e Davide Cremaschi, sulla poesia e la vita del poeta, dove è egli stesso a raccontarsi. Il documentario verrà presentato in seguito in numerosi Festival cinematografici del mondo. 
Nel 2005 Mario Benedetti pubblicò il libro di poesie Addii e Benvenuti (Adioses y bienvenidas). Nell'occasione venne presentato anche il documentario Parole Vere (Palabras verdaderas), al quale partecipò in prima persona. Il 7 giugno del 2005 si aggiudicò il XIX Premio Internazionale Menéndez Pelayo, e la medaglia d'onore dell'Università Internazionale Menéndez Pelayo, premio che è un riconoscimento all'opera di persone di spicco che si sono distinte nell'attività letteraria e scientifica, sia in lingua spagnola sia in portoghese.
Mario Benedetti divideva il suo tempo tra le sue case in Uruguay e in Spagna, occupandosi dei suoi numerosi impegni. Dopo la morte di sua moglie Luz López, il 13 aprile 2006, a causa della malattia di Alzheimer, Benedetti si trasferì definitivamente nel quartiere Centro di Montevideo, in Uruguay. Per questo, donò parte della sua biblioteca personale di Madrid al Centro de Estudios Iberoamericanos Mario Benedetti dell'Università di Alicante.
Morì il 17 maggio 2009 nella sua casa di Montevideo, a 88 anni.

## Opere
Racconti
- Questa mattina e altri racconti (Esta mañana y otros cuentos), 1949.
- Montevideiani (Montevideanos), 1959.
- Informazioni per il vedovo (Datos para el viudo), 1967.
- La morte e altre sorprese (La muerte y otras sorpresas), 1968.
- Con e senza nostalgia (Con y sin nostalgia), 1977.
- Geografie (Geografías), 1984.
- Ricordi dimenticati (Recuerdos olvidados), 1988.
- Depistaggi e franchezze (Despistes y franquezas), 1989.
- Cassetta delle lettere del tempo (Buzón de tiempo), 1999.
- L'avvenire del mio passato (El porvenir de mi pasado), 2003.

Drammi
- Il reportage (El reportaje), 1958.
- Andata e ritorno (Ida y vuelta), 1963.
- Pedro e il capitano (Pedro y el Capitán), 1979.

Romanzi
- Chi di noi (Quién de nosotros), 1953.
- La tregua, 1960 - 2014 nottetempo
- Grazie per il fuoco (Gracias por el fuego), 1965.
- Il compleanno di Juan Ángel (El cumpleaños de Juan Ángel), 1971.
- Primavera con un angolo rotto (Primavera con una esquina rota), 1982.
- Il fondo di caffè, (La borra del café) 1992.
- Impalcature (Andamios), 1996.
- Cuentos completos, due edizioni (1986 e 1994)

Poesia
- La vigilia indelebile (La víspera indeleble), 1945.
- Solamente nel frattempo (Sólo mientras tanto), 1950.
- Poemi d'ufficio (Poemas de la oficina), 1956.
- Poemi dell'attuale (Poemas del hoyporhoy), 1961.
- Inventario uno (Inventario uno), 1963.
- Nozione di patria (Noción de patria), 1963.
- Vicino prossimo (Próximo prójimo), 1965.
- Contro i ponti levatoi (Contra los puentes levadizos), 1966.
- A livello di sogno (A ras de sueño), 1967.
- Bruciare le navi (Quemar las naves), 1969.
- Lettere di emergenza (Letras de emergencia), 1973.
- La casa e il mattone (La casa y el ladrillo), 1977.
- Quotidiane (Cotidianas), 1979.
- Vento dell'esilio (Viento del exilio), 1981.
- Domande a caso (Preguntas al azar), 1986.
- Yesterday e domani (Yesterday y mañana), 1987.
- Canzoni del di qua (Canciones del más acá), 1988.
- Le solitudini di Babele (Las soledades de Babel), 1991.
- Inventario due (Inventario dos), 1994.
- L'amore, le donne e la vita (El amor, las mujeres y la vida), 1995.
- L'oblio è pieno di memoria (El olvido está lleno de memoria), 1995.
- La vita questa parentesi (La vida ese paréntesis), 1998.
- Angolo di Haikus, (Rincón de Haikus) 1999.
- Il mondo che respiro (El mundo que respiro), 2001.
- Insonnie e dormiveglia (Insomnios y duermevelas), 2002.
- Inventario tre (Inventario tres)[2], 2003.
- Esistere ancora (Existir todavía), 2003.
- In propria difesa (En defensa propia). 2004.
- Memoria e speranza (Memoria y esperanza), 2004.
- Addii e benvenuti (Adioses y bienvenidas), 2005.
- Canzoni di chi non canta (Canciones del que no canta), 2006.

Saggi
- Peripezia e romanzo (Peripecia y novela), 1946.
- Marcel Proust e altri saggi (Marcel Proust y otros ensayos), 1951.
- Il paese dalla coda di paglia (El país de la cola de paja), 1960.
- Letteratura uruguaiana del XX secolo (Literatura uruguaya del siglo XX). 1963.
- Lettere del continente meticcio (Letras del continente mestizo), 1967.
- Lo scrittore latinoamericano e la rivoluzione possibile (El escritor latinoamericano y la revolución posible), 1974.
- Note su alcune forme sussidiarie della penetrazione culturale (Notas sobre algunas formas subsidiarias de la penetración cultural), 1979.
- Il disesilio e altre congetture (El desexilio y otras conjeturas), 1984.
- Cultura tra due fuochi (Cultura entre dos fuegos), 1986.
- Sottosviluppo e lettere di audacia (Subdesarrollo y letras de osadía), 1987.
- La cultura, questo bersaglio mobile (La cultura, ese blanco móvil), 1989.
- La realtà e la parola (La realidad y la palabra), 1991.
- Perplessità di fine secolo (Perplejidades de fin de siglo), 1993.
- L'esercizio del criterio (El ejercicio del criterio), 1995.

## Curiosità
La firma del poeta si trova anche su una parete, e all'interno del libretto del CD, della Bodeguita del Medio assieme a quelle di tanti altri personaggi famosi passati per il locale cubano come: Salvador Allende, Pablo Neruda o Ernest Hemingway.